# Trachyaphthona formosana
Trachyaphthona formosana es una especie de insecto coleóptero de la familia Chrysomelidae.
Fue descrita científicamente en 1979 por Takizawa.